# Fall Preußische Treuhand gegen Polen
Beim Fall Preußische Treuhand GmbH & Co. KG a. A. gegen Polen handelt es sich um ein Beschwerdeverfahren von 23 deutschen Staatsbürgern, vertreten durch Preußische Treuhand, gegen die Republik Polen vor dem Europäischen Gerichtshof für Menschenrechte. Die Beschwerde wurde am 7. Oktober 2008 als unzulässig zurückgewiesen. Sie betraf die Enteignung und Vertreibung deutscher Staatsbürger im heutigen Polen als Folge des Zweiten Weltkriegs.

## Vorgeschichte
Die im Jahr 2000 gegründete Preußische Treuhand kündigte bereits 2004 an, die ihrer Meinung nach bestehenden Ansprüche der deutschen Vertriebenen gegenüber Polen vor dem Europäischen Gerichtshof für Menschenrechte in Straßburg einklagen zu wollen. Angesichts dessen und nach polnischer Auffassung unzureichenden Gegenschriften der deutschen Bundesregierung forderte das Unterhaus des polnischen Parlaments die polnische Regierung auf, Reparationen von Deutschland zu verlangen. Der frühere polnische Außenminister Władysław Bartoszewski verglich die Entwicklung mit einer von Deutschland losgetretenen Lawine. Am 16. Dezember 2006 wurde in Straßburg die Beschwerde gegen Polen eingereicht, was zur öffentlichen Kritik in Deutschland und in Polen führte. Trotz der Kritik und Distanzierung seitens der Bundesregierung hielt der Aufsichtsratsvorsitzende der Preußischen Treuhand, Rudi Pawelka, an der Beschwerde seiner Organisation gegen Polen fest und verwies darauf, dass das Bundesverfassungsgericht sich mehrfach damit befasst und immer die Frage für offen erklärt habe.

## Gegenstand
Die Beschwerdeführer rügten vor dem Gerichtshof, dass sie selbst oder ihre Vorfahren nach dem 19. Oktober 1944 (dem Tag, an dem die Rote Armee die Grenzen des Dritten Reichs überschritt), von den polnischen Behörden gezwungen worden seien, ihr Grundeigentum und ihre Wohnungen zu verlassen. Diese Umstände entsprächen einer „ethnischen Säuberung“ – wenn nicht sogar einem Völkermord – sowie einer Kollektivstrafe. Sie kämen einem Verbrechen gegen die Menschlichkeit gleich. Die Handlungen hätten die Eigentumsgarantie in Art. 1 des 1. Zusatzprotokolls zur Europäischen Menschenrechtskonvention (EMRK) verletzt. Darüber hinaus hätte der polnische Staat keine Gesetze erlassen, die es den Opfern dieser Maßnahmen ermöglicht hätte, rehabilitiert zu werden und eine finanzielle Wiedergutmachung zu bekommen.

## Entscheidung
Die Beschwerde der Preußischen Treuhand wurde vom Gerichtshof aus mehreren Gründen für unzulässig erklärt.
Der Gerichtshof verwies darauf, dass die Menschenrechtskonvention 1953 in Kraft trat und 1994 von Polen ratifiziert wurde, sowie darauf, dass der Gerichtshof Staaten nicht zur Rückgabe von Eigentum verpflichten kann, das ihnen vor Inkrafttreten bzw. vor der Ratifizierung des Abkommens übertragen wurde. Durch die Enteignungen sei auch keine bis jetzt andauernde Rechtsverletzung bewirkt worden. Die von Polen diesbezüglich erlassenen Gesetze entstanden als Folge und im Sinne der Vereinbarungen der Hauptsiegermächte bei der Konferenz von Jalta und der Potsdamer Konferenz sowie dem Abkommen über Kriegsreparationen für Polen. Ebenfalls wurde der Vorwurf, Polen habe mit den Vertreibungen gegen das Grundrecht auf Schutz des Lebens und gegen das Folterverbot verstoßen, vom Gerichtshof abgewiesen. Diesbezüglich stellte der Gerichtshof fest, dass der heutige polnische Staat nicht für Menschenrechtsverletzungen im Jahr 1945 verantwortlich gemacht werden könne, weil dieser zu dem Zeitpunkt weder de jure noch de facto Kontrolle über die deutschen Territorien in Polen gehabt habe. Polen sei nach Meinung des Gerichtes auch nicht verpflichtet, Gesetze zur Rehabilitation oder Restitution zu erlassen.

## Bedeutung
Die Entscheidung des EGMR sorgte für Rechtssicherheit und wurde sowohl in Polen als auch in Deutschland begrüßt. Die Bundeskanzlerin Angela Merkel sprach von einem „wichtigen Signal, dass wir an der Stelle keine Unsicherheit haben“, und der Polens Ministerpräsident Donald Tusk nannte die Entscheidung eine „gute Lösung für Deutschland und Polen“.
Der damalige Außenminister Frank-Walter Steinmeier kommentierte die Bedeutung der Entscheidung wie folgt:

„Ich begrüße die heutige Entscheidung des Europäischen Gerichtshofs für Menschenrechte. Der Gerichtshof hat klargestellt, dass aus der Europäischen Menschenrechtskonvention gegenüber Polen keine Rückgabeansprüche für das Eigentum Vertriebener abgeleitet werden können. Die Entscheidung bestätigt die Haltung der Bundesregierung, dass im deutsch-polnischen Verhältnis keine offenen Vermögensfragen im Zusammenhang mit dem Zweiten Weltkrieg bestehen.
Es ist Ziel deutscher Außenpolitik, auf dem Weg der Verständigung und Versöhnung mit Polen weiter voranzuschreiten. Ohne die schwierigen Kapitel der Vergangenheit auszublenden, wollen wir den Blick auf die Zukunft Deutschlands und Polens als Nachbarn und enge Partner in Europa richten.“

Die Preußische Treuhand nannte das Verfahren „enttäuschend und empörend“ und die Reaktion der deutschen Bundesregierung als „schamlos“. Sie sieht die Frage der Ansprüche der Vertriebenen als weiter offen an.